# Abdollah Davami
Abdollah Davami (en persan : عبدالله دوامی ; né en 1899 à Tafresh en Iran et mort en 1980) est un chanteur et pédagogue iranien.

## Biographie
Abdollah Davami a étudié sous la férule de Ali Khan Nayeb Saltaneh (ou Ali Khan Hanjareh Darideh), Einodoleh (le tombak), Hussein Gholi Farahani, Mirza Abdollah Farahani (en), Hussein Khan (le radif), Darvish Khan, Malek Zakerin et Sama Hozour.
En 1955, il devient membre de l'Institut iranien pour la musique, à la radio télévision, et enseigne à toute une génération le radif de la musique iranienne.
Parmi ses disciples se trouvent Mahmoud Karimi, Faramarz Payvar, Hossein Alizadeh, Mohammad Reza Lotfi, Mohammad Reza Shadjarian, Darioush Tala'i, Parissa, Sima Bina, Fakhereh Saba, Parviz Meshkatian, Madjid Kiani et Mohammad Heydari.
Parallèlement il continua son travail de postier pendant des années, enregistrant quelques disques avec Darvish Khan, Mohammad Reza Lotfi et Faramarz Payvar qui publia son radif et ses compositions.